# Pachycymbiola brasiliana
Pachycymbiola brasiliana o también conocida como Voluta negra o Voluta brasiliana es una especie de molusco gastrópodo de la familia Volutidae. Fue descripta por primera vez por Lamarck en 1811 el cual la denomino Voluta Brasiliana. Por mucho tiempo su nombre fue Adelomelon brasilianum, aunque actualmente es Pachycymbiola brasiliana.

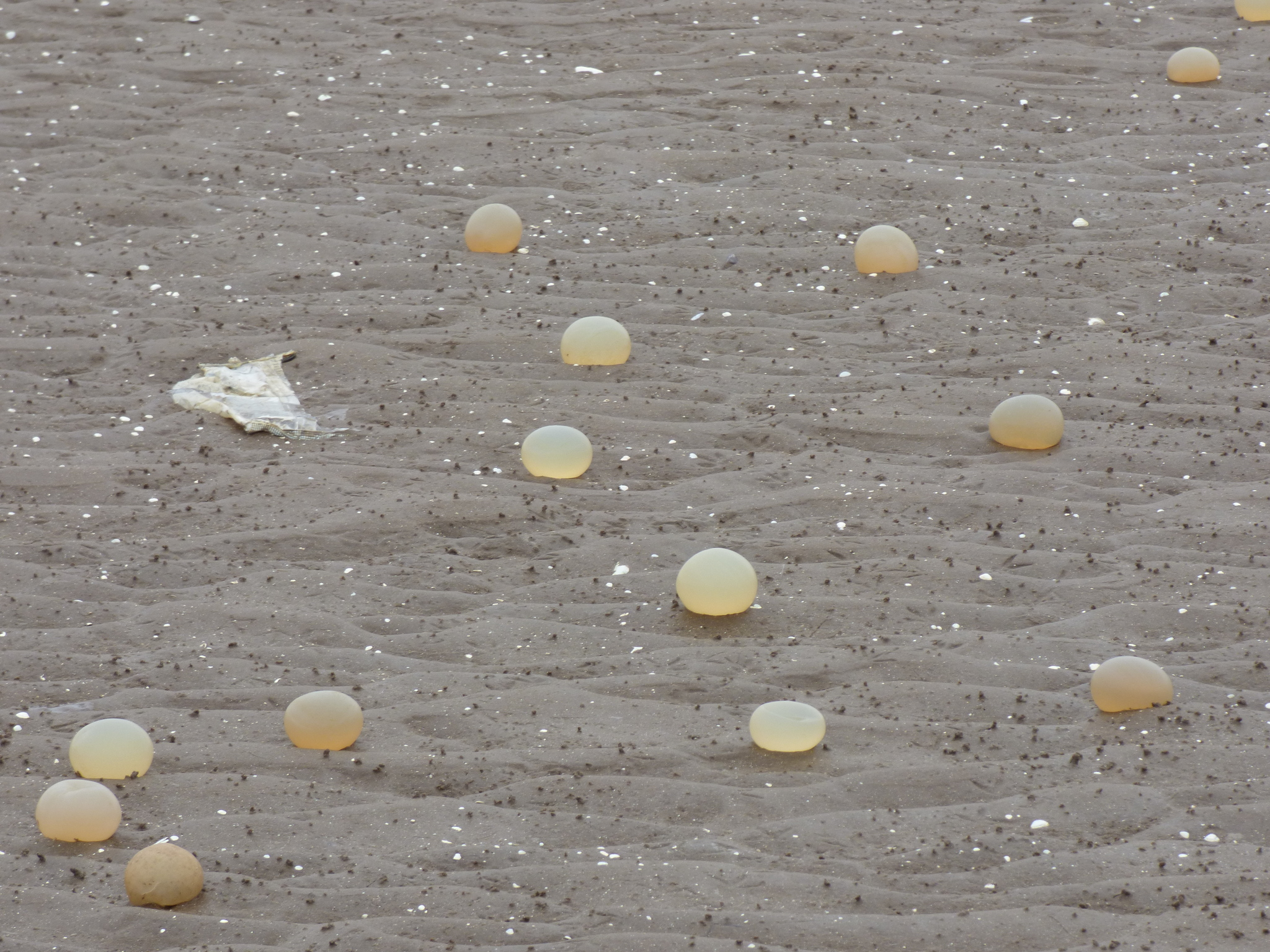
Cápsulas de huevos del molusco Pachycymbiola brasiliana (Lamarck, 1811); translúcidas y amarillentas, sueltas, gigantescas y esféricas (conocidas como cápsulas ovígeras). Se varan en las playas, tienen de 5 a 6 centímetros de diámetro y contienen de 5 a 33 embriones en su interior.

## Descripción
Su conchilla tiene una forma globosa, mide alrededor de 160 x 100 mm, y tiene una espira baja. Su última vuelta es cuatro veces más grande que su espira, además en ella se observan estrías de crecimiento y tubérculos. Presenta una abertura grande, 2 o 3 pliegues oblicuos, su columela es cóncava, en su interior es de color anaranjado con un brillo perlado y por fuera es de color blanco con tonalidades crema.

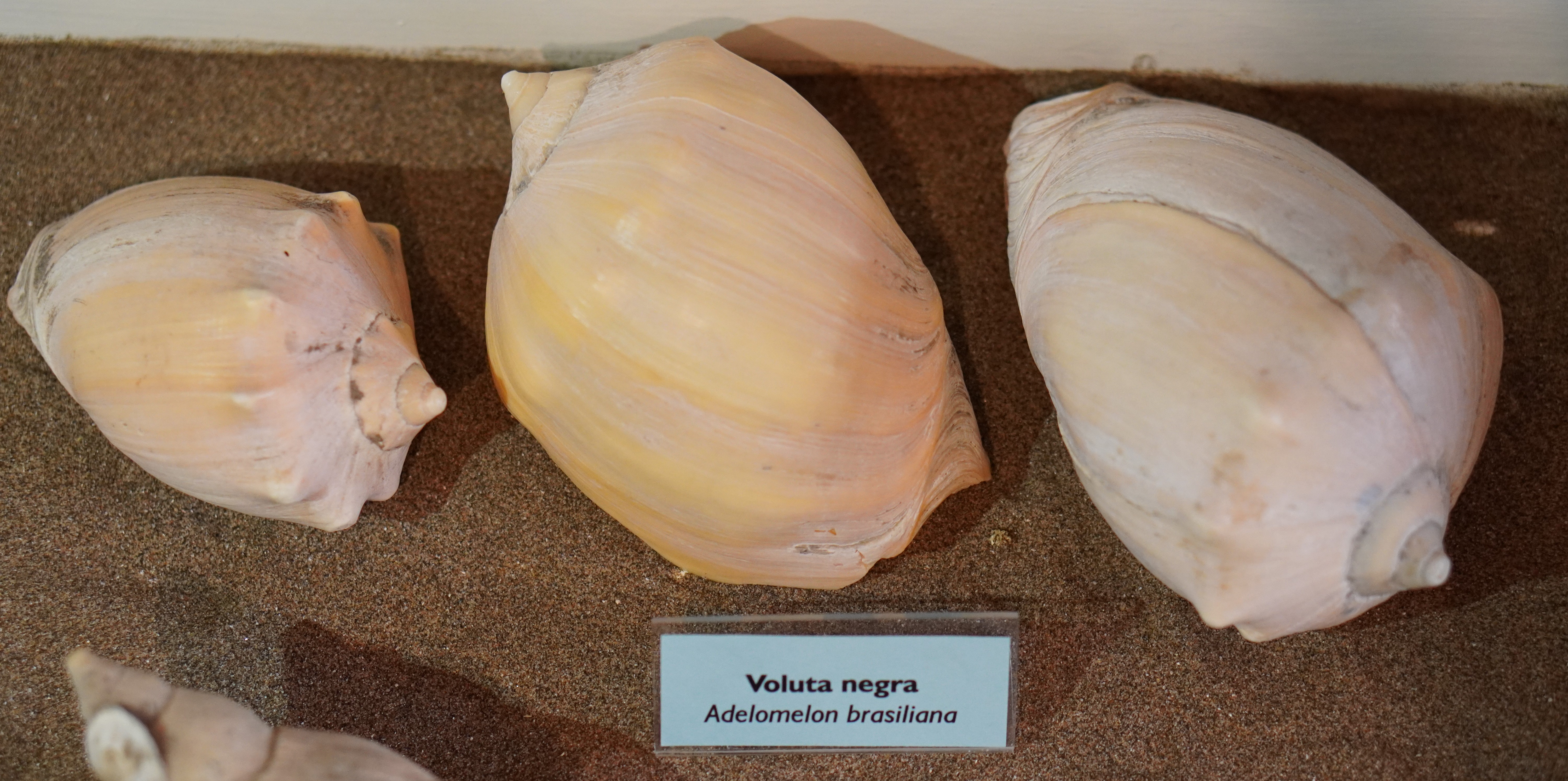
Ejemplares de Pachycymbiola brasiliana en el Museo de Ciencias Naturales “Dr. José Squadrone” de Necochea, Argentina.

La hembra de esta especie pone una cápsula ovígera de entre 4 y 8 centímetros de diámetro, traslúcida y de color amarillo, donde se desarrollan de 9 a 33 embriones. Dichos embriones se alimentan del líquido en el que flotan y luego nacen pequeños gastrópodos de aproximadamente un centímetro. Estas cápsulas no están pegadas en el sustrato, pueden ser transportadas por las corrientes de agua, y por este motivo es común encontrarlos en playas de arena.

## Hábitat
Estos organismos viven actualmente en ambientes costeros arenosos por debajo de las líneas de mareas a una profundidad aproximada de hasta 20 metros, se pueden encontrar en las costas de Brasil, Uruguay y Argentina.